# Aasulv Lande
Aasulv Lande, född 25 december 1937 i Bygland, död 8 juli 2019 i Arendal, var en norsk präst, missionär och teolog. 
Lande verkade som missionspräst i Japan från 1965 till 1980 och arbetade senare som försteamanuens vid Universitetet i Oslo och vid Selly Oak Colleges i Birmingham. I Sverige var han professor i missionsvetenskap vid Lunds universitet och styrelsemedlem i Institutet för kontextuell teologi.
Lande utgav flera böcker och artiklar och är representerad med en psalm som han översatte i Norsk Salmebok.